# Marsupella sphacelata
Marsupella sphacelata ist eine Moosart der Ordnung Jungermanniales. 

## Merkmale
Die Stämmchen sind an der Spitze häufig büschelartig verzweigt. Sie bilden etliche Stolonen und wachsen in rotbraunen, schwarzgrünen oder schwarzen Rasen, die ein bis fünf Zentimeter hoch werden. Die Blätter sind locker gestellt und kahnförmig. Ausgebreitet sind sie oval bis abgerundet quadratisch. Auf einem Drittel bis zur Hälfte sind sie in zwei Lappen geteilt, der Einschnitt ist spitzwinkelig. In der Blattmitte sind die Zellen 15 bis 20 × 20 bis 25 Mikrometer groß, die Ecken sind eher stark verdickt und braun. Ein Perianth wird gebildet.

## Verbreitung und Standorte
Die Art ist circumpolar verbreitet. In Deutschland ist sie aus dem Allgäu, dem Bayerischen Wald, dem Thüringer Wald, dem Hart, dem Fichtelgebirge und dem Schwarzwald bekannt. In Österreich kommt sie vor allem in den Zentralalpen zerstreut bis verbreitet vor. Sie wächst an feuchten oder nassen, kalkfreien Felsen, sowie auf sandigen und moorigen Böden, auch untergetaucht (submers) in Moorlacken.

## Belege
- Jan-Peter Frahm, Wolfgang Frey, J. Döring: Moosflora. 4., neu bearbeitete und erweiterte Auflage (UTB für Wissenschaft, Band 1250). Ulmer, Stuttgart 2004, ISBN 3-8001-2772-5 (Ulmer) & ISBN 3-8252-1250-5 (UTB).